# 민경호

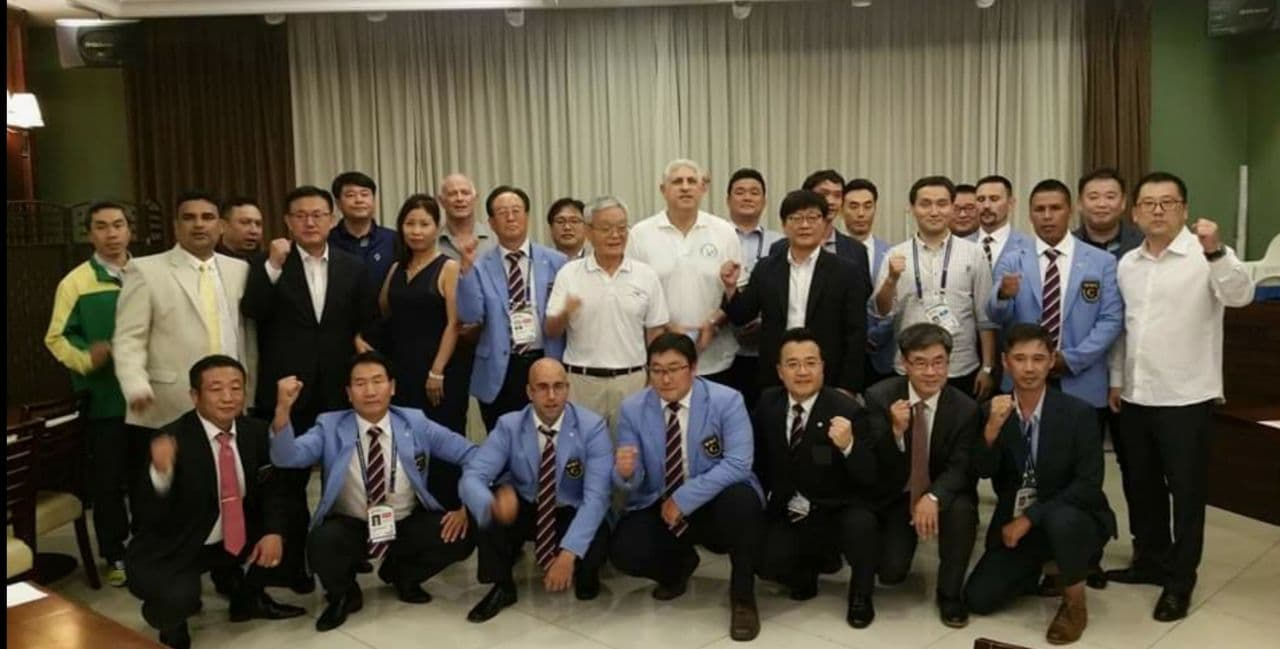
2016 세계무예마스터십 용무도 수련생 간담회에 참석한 민경호

민경호(1935년 ~ )는 미국 유도가, 태권도, 용무도 수련자이자 캘리포니아 대학교 무술 프로그램의 설립자이다.